# アクアBLキングダム
『アクアBLキングダム』（アクアビーエルキングダム）は、オークラ出版から発行されている女性向けBL漫画誌。一話完結の読み切り作品が多い。

## 概要
2007年刊行、ケータイで読めるBLコミックとして各モバイル書店にて配信・販売されている。発売日は書店により異なる。隔月でプリンスサイドとキングサイドとして傾向を変えて発行しており、プリンスサイドは胸キュンワールド全開、キングサイドはちょっとオトナというコンセプトを掲げている。掲載作品の一部はオークラ出版よりアクアレーベルにて単行本化されている。